# (237359) 3774 T-3
(237359) 3774 T-3 (3774 T-3, 2008 US254) — астероїд головного поясу, відкритий 16 жовтня 1977 року.
Тіссеранів параметр щодо Юпітера — 3,245.